# Mário Cravo Neto
Mário Cravo Neto OMC (Salvador, 20 de abril de 1947 – Salvador, 9 de agosto de 2009) foi um fotógrafo e escultor brasileiro.

## Biografia
Filho do escultor Mário Cravo Júnior, viveu em Nova Iorque entre 1968 e 1970, onde estudou na Art Student League. Participou da Bienal Internacional de São Paulo em 1971, 1973, 1975, 1977 e 1983 e recebeu diversos prêmios nacionais de fotografia. Sua obra faz referências à sua cidade natal e faz parte do acervo de diversos museus como o Museu de Arte Moderna de Nova Iorque, o Museu de Arte Moderna do Rio de Janeiro e o Stedelijk Museum em Amsterdã, entre outros. Colaborou com as revistas Popular Photography e Câmera 35 e publicou onze livros. Em 1983, atuou na criação visual — capa, contracapa e selo — para o LP Homenagem de Leonardo Vincenzo Boccia.

## Prêmios e Homenagens
- 2006 — Agraciado com o título de Comendador da Ordem do Mérito Cultura, do Ministério da Cultura.[5]
- 1978 — Prêmio-estímulo Caixa Econômica Federal Escultura 1978, no 10.º Panorama de Arte Atual Brasileira, no MAM-SP.[6]